# Paläoneurologie

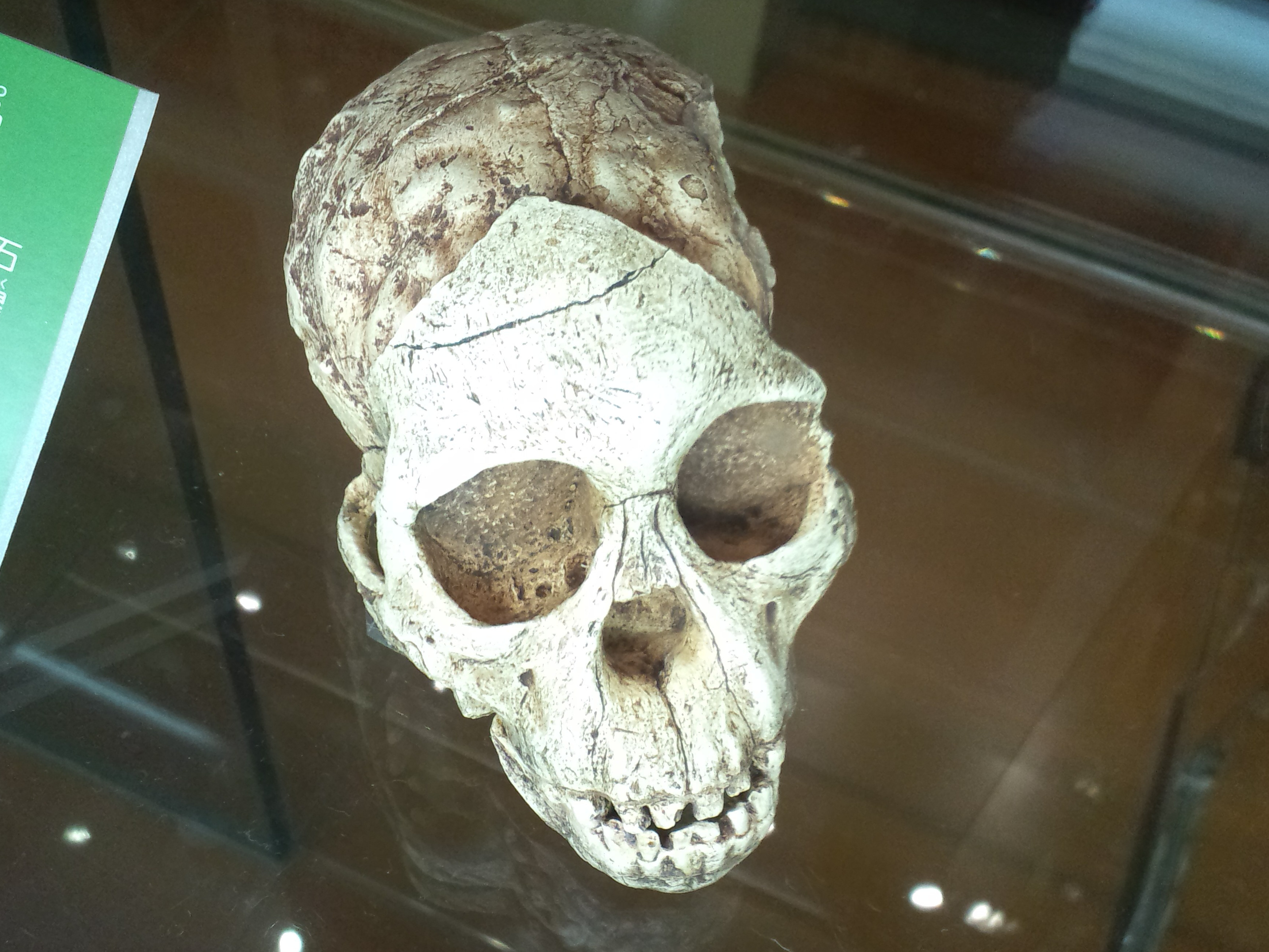
Fossiler Schädel und natürlicher Schädelausguss des Kinds von Taung (Nachbildung)

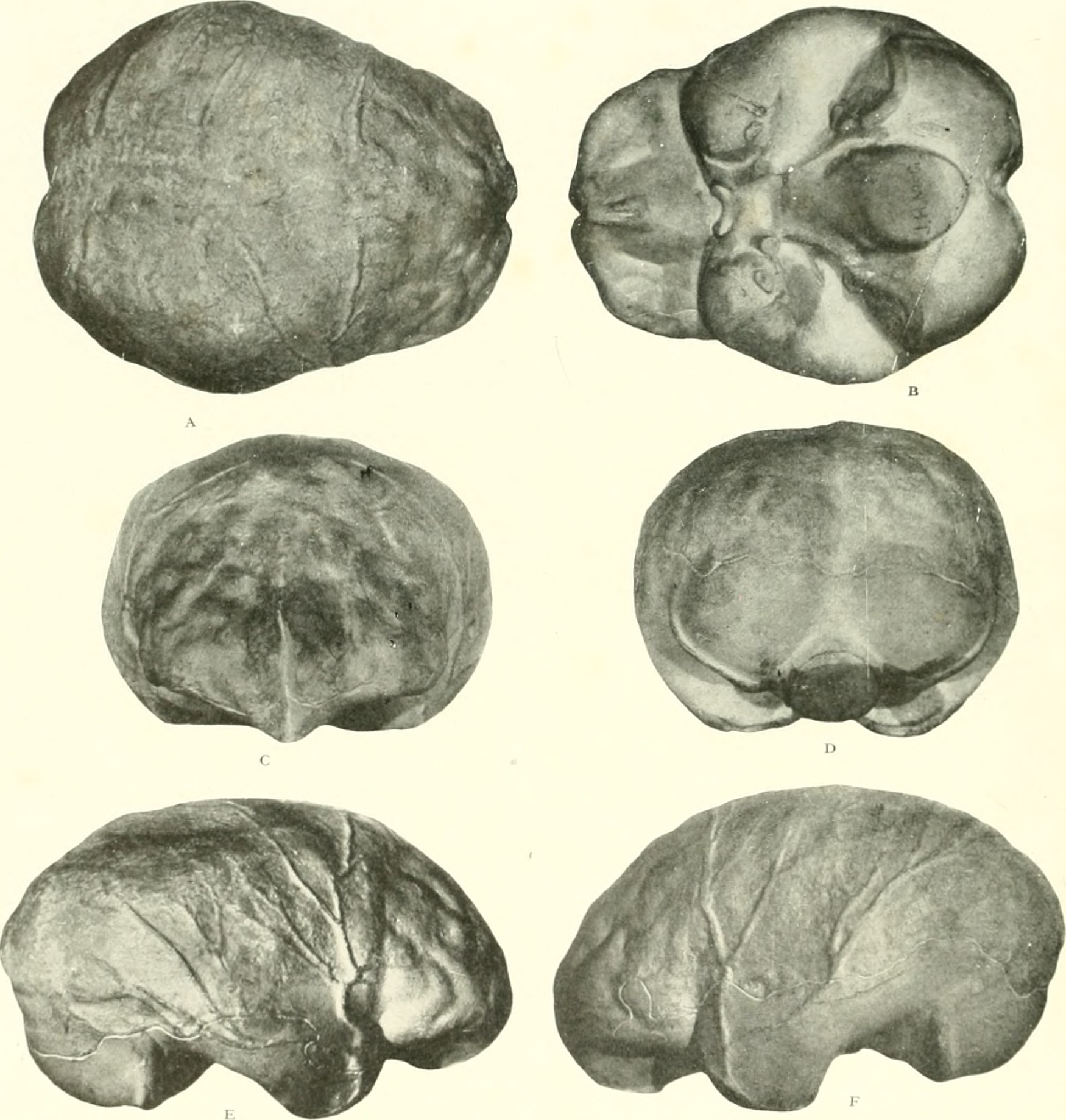
Endokraniales Modell des Gehirns des Java-Menschen (Homo erectus)

Die Paläoneurologie ist eine wissenschaftliche Disziplin innerhalb der Paläontologie, die Abdrücke von fossilen Gehirnen untersucht. Hierfür werden meist Schädelausgüsse von der Innenseite des versteinerten Schädels, des sogenannten Steinkerns oder Computertomographie-Scans gefertigt. Damit gelingt es, Informationen über die Struktur der Großhirnrinde, der Gefäßversorgung der Hirnhäute und der Knochennähte  der einzelnen Schädelknochen zu erhalten. Manchmal bleiben Einzelheiten der Hirnoberfläche, wie die Gehirnwindungen (Gyri), erhalten. Zielsetzung ist die Erforschung der Evolution des Gehirns, um daraus Beziehungen zwischen verschiedenen fossilen Arten abzuleiten.
Von einem gut erhaltenen Schädel kann ein Abguss im Labor aus Silikon hergestellt werden. Oft sind jedoch nur noch Fragmente von Schädeln erhalten. Ist der fossile Schädel vollständig mit einem festen Material gefüllt, kann die innere Oberfläche nur mittels dreidimensionaler Computertomographie analysiert werden. Es kommt auch die Lasertechnik und die Stereolithografie zum Einsatz. Mit Hilfe der Daten kann eine Kopie des Schädels aus Polymermaterialien angefertigt werden.
Die deutsch-amerikanische Paläontologin Tilly Edinger gilt als Begründerin der Paläoneurologie.

## Begriff
Die Bezeichnung Paläoneurologie ist nicht ganz korrekt. Die Neurologie beschäftigt sich mit dem Zentralnervensystem, also Gehirn und Rückenmark, seiner Umgebungsstrukturen und blutversorgende Gefäße sowie dem peripheren Nervensystem. Im Gegensatz dazu beschäftigt sich die Paläoneurologie von Landtieren nur mit der äußeren Form des fossilen Gehirns (den Abguss der Schädel). Da Fische keinen flexiblen Nacken haben, ein recht kleines Gehirn, und besonders frühe Fische oft einen massiven Schädel besaßen, ist bei diesen Wirbeltieren nicht nur den Abguss des Gehirns zu studieren, sondern auch die der Hirnnerven und den vorderen Teil des Rückenmarks.